# كارلوس زاباتا

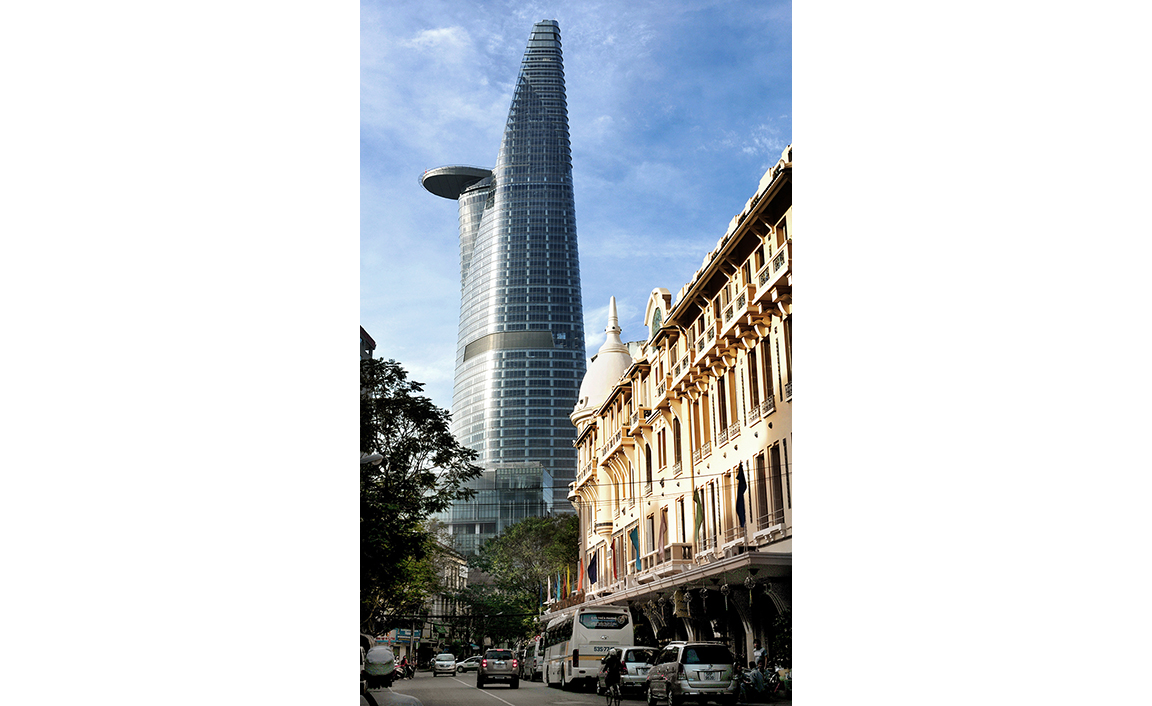
مبنى مكاتب حائز على جائزة مكون من 68 طابقًا مع مهبط للطائرات العمودية

كارلوس زاباتا (بالإسبانية: Carlos Zapata) هو مهندس معماري فنزويلي، ولد في 1961. يقع مكتبه الرئيسي في مدينة نيويورك. اشتهر زاباتا بأعماله في برج بيتكسكو المالي في مدينة هو تشي منه، وفندق كوبر سكوير (المعروف الآن باسم ستاندرد إيست فيليدج) في مانهاتن، وفندق وكازينو فونتينبلو في لاس فيغاس، وفندق جيه دبليو ماريوت في مركز مؤتمرات هانوي، فيتنام، وقاعة المؤتمرات J في مطار ميامي الدولي، من بين العديد من المشاريع الأخرى.